# Craniophora limbata
Craniophora limbata är en fjärilsart som beskrevs av Emilio Berio 1941. Craniophora limbata ingår i släktet Craniophora och familjen nattflyn. Inga underarter finns listade i Catalogue of Life.